# Cyclanthera pedata
Cyclanthera pedata là một loài thực vật có hoa trong họ Cucurbitaceae. Loài này được (L.) Schrad. mô tả khoa học đầu tiên năm 1831.

## Hình ảnh

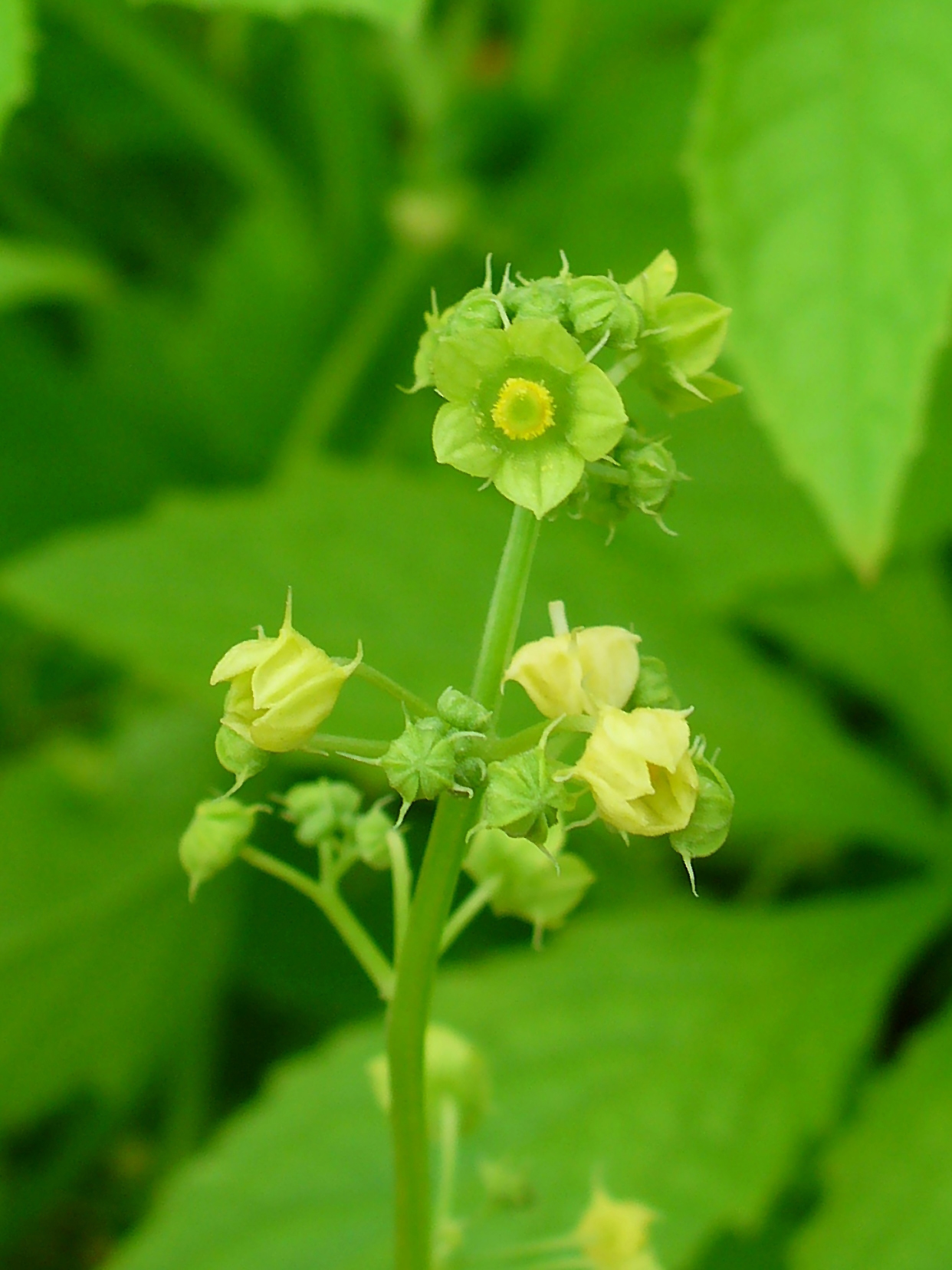
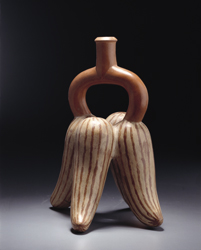
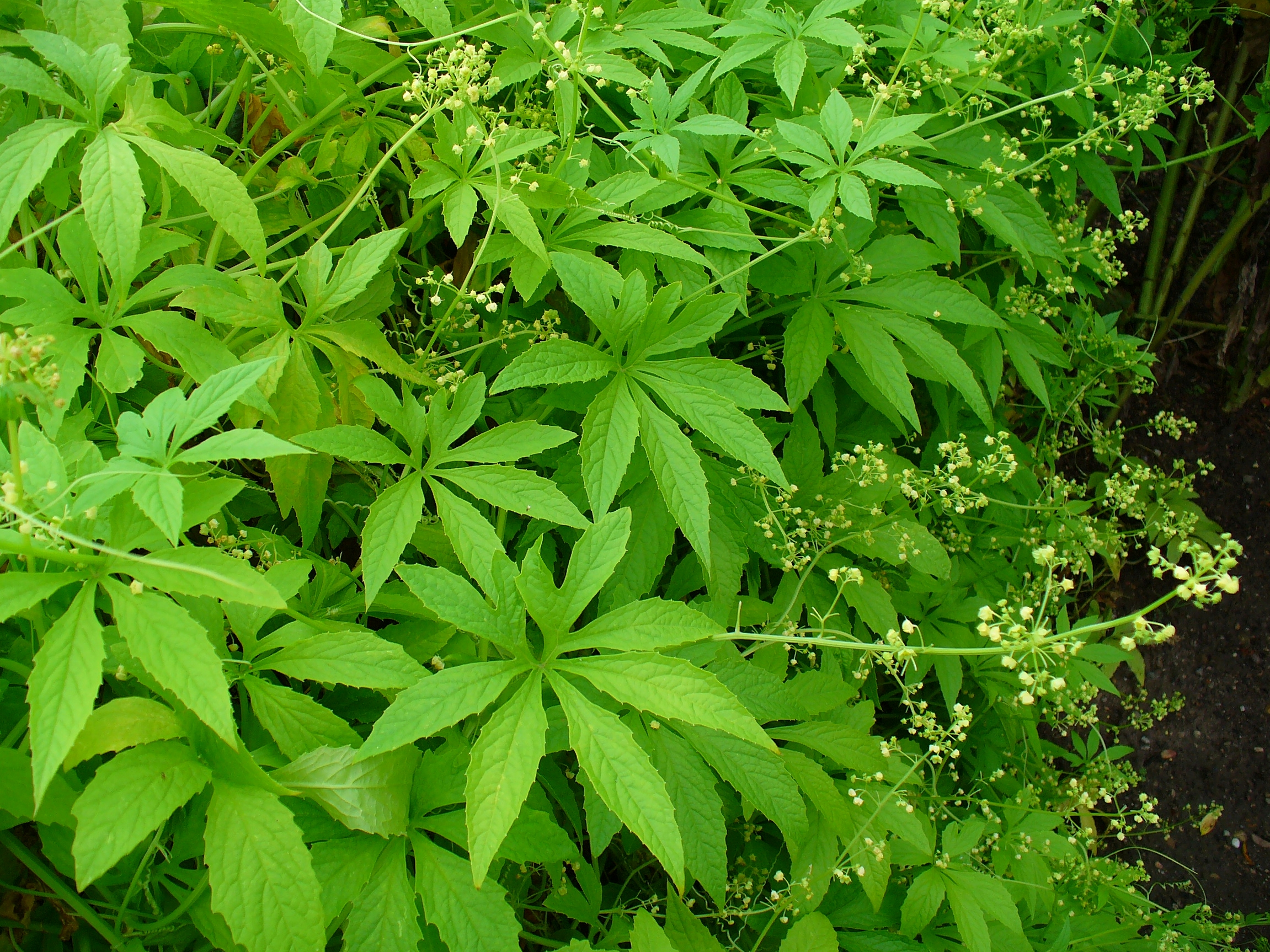
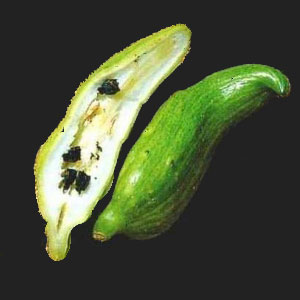